# Costa Sur (Islandia)
La Costa Sur de Islandia hace referencia a toda la región del sur de la isla y se extiende desde el valle de Reykjadalur hasta la laguna glaciar de Jökulsárlón. La Costa Sur contiene una gran diversidad de paisajes como glaciares, volcanes, cascadas, lagunas glaciares, campos de lava o playas de arena negra. Esta región abarca gran parte de los lugares de interés del país y las principales excursiones relacionadas con el turismo y las actividades de aventura en Islandia.

## Características
La Costa Sur de Islandia tiene una extensión de más de 400 kilómetros y contiene algunas de las atracciones naturales más populares entre los visitantes, como la laguna glaciar de Jökulsárlón, las cascadas de Seljalandsfoss y Skógafoss, o el Parque Nacional Vatnajökull. Jökulsárlón es considerado por la gran mayoría como el final de la Costa Sur y se encuentra a alrededor de cuatro horas y media en coche desde Reikiavik, la capital de Islandia, sin contar las paradas.
Otras paradas en la ruta por la Costa Sur de Islandia incluyen las cascadas de Seljalandsfoss y Skógafoss, el glaciar Sólheimajökull, la península de Dyrhólaey, la playa de arena negra de Reynisfjara, la Reserva Natural de Skaftafell o la Playa de los Diamantes.